# 哈爾 (佛羅里達州)
哈爾（英語：Hull）是位於美國佛羅里達州德索托縣的一個非建制地區。該地的面積和人口皆未知。

## 地理
哈爾的座標為27°07′08″N 81°56′31″W / 27.11889°N 81.94194°W，而該地的平均海拔高度為12米（即39英尺）。